# 成田 (杉並區)
成田（なりた）是東京都杉並區的廣域地名。現行行政地名為成田東（なりたひがし）一丁目至五丁目，與成田西（なりたにし）一丁目至四丁目（皆已實施住居表示）。地名來自於舊町名的「成宗」與「田端」。

## 地理
一般來說，成田以五日市街道（東京都道7號杉並秋留野線）為中心，北至青梅街道（東京都道4號東京所澤線），南至大宮八幡宮與五日市街道柳窪交差點。

## 地域內的町名

### 成田東
地域東部。下分一丁目至五丁目。人口20,847人（2013年10月1日）。北接阿佐谷南，東接梅里與松之木，南接大宮，西接成田西，西北接荻窪。地域北部有南阿佐谷站，車站周邊可見商店，其他地區為住宅區。

### 成田西
地域西部。下分一丁目至四丁目。人口は8,812人（2013年10月1日）。北部與東部接成田東，東南接大宮與永福，西南接濱田山與高井戶東，西接荻窪。町內主要為住宅地。

## 歷史

### 地名由來
「成田」來自1889年杉並村成立前的舊村名「成宗」與「田端」，與成田山新勝寺所在的千葉線成田市無關。1969年實施住居表示，成立成田西與成田東。杉並區從此沒有名為「成田」的行政地名。
杉並的地名來自於成宗村北境、青梅街道上種植的杉樹（杉並木）。舊田端村被舊成宗村分為東西兩側。田端村與成宗村在1889年施行町村制，成為杉並村大字田畑、成宗。1932年，杉並區成立，分為東西兩側的大字田端分別成立「東田町」與「西田町」。此外，明治17年在此地開設的小學校名為「成田尋常小學校」（現在杉並區立杉並第二小學校）。戰前宰相近衛文麿私邸「荻外荘」位在西田町一丁目（現荻窪三丁目）。
1932年，當時的西田町還包含現在的荻窪一丁目、荻窪二丁目、荻窪三丁目一部分（東側），成宗町還包含現在的大宮二丁目。

## 交通

### 鐵路
- 東京地下鐵丸之內線南阿佐谷站
- 京王井之頭線濱田山站（位於成田南方的濱田山）

### 巴士
- 關東巴士五日市街道營業所位於成田西。
  - 往中野站、高圓寺站、荻窪站、吉祥寺站方向。
- 杉並區社區巴士杉丸（すぎ丸）（櫸（けやき）路線）。連結阿佐谷站與濱田山站。

### 主要道路
- 青梅街道
- 五日市街道
- 東京都道427號瀨田貫井線

## 主要公園
- 東京都立善福寺川綠地（善福寺川旁的公園）
- 杉並區立杉並兒童交通公園

## 學校

### 小學校
- 杉並區立杉並第二小學校
- 杉並區立東田小學校

### 中學校
- 杉並區立東田中學校

### 高等學校
- 東京都立豐多摩高等學校
- 東京都立杉並高等學校

### 圖書館
- 杉並區立成田圖書館

## 備註
1. 1 2  杉並区 区政資料 - 統計 - 人口 - 各歳別人口25年 的存檔，存档日期2013-10-22.